# Heat (nước hoa)
Heat (tạm dịch: Nhiệt) là dòng nước hoa dành cho phụ nữ đầu tiên được xác nhận chất lượng bởi nghệ sĩ thu âm người Mỹ Beyoncé. Nó được sản xuất bởi Beyoncé cùng với Claude Dir và Olivier Gillotin đến từ công ty Givaudan. Dòng nước hoa được phát hành vào ngày 3 tháng 2 năm 2010, sử dụng khẩu hiệu "catch the fever" (tạm dịch: "Bắt lấy cơn sốt"). Sự ra mắt của dòng nước hoa được quảng bá với một phiên bản hát lại của bài hát "Fever" do Beyoncé thu âm và một đĩa mở rộng (EP) được phát hành với số lượng có hạn cũng có tựa đề là Heat. Cô xuất hiện tại cửa hàng Macy's Herald Square của chuỗi của hàng Macy's tại Quảng trường Herald để mở bán dòng nước hoa và trên chương trình The Today Show để bàn luận về Heat.
Đoạn quảng cáo của dòng nước hoa, do Jake Nava làm đạo diễn và phát hành vào tháng 12 năm 2009, đã sinh ra nhiều tranh luận trái chiều vì những hình ảnh đầy tính gợi cảm của nó. Vì lí do trên nên đoạn quảng cáo chỉ được phép phát sóng trên truyền hình vào ban đêm tại Anh Quốc. Nói về doanh thu, chuỗi cửa hàng Macy's đã kiếm về được số tiền 3 triệu USD do dòng nước hoa mang lại từ đầu tháng 2 đến đầu tháng 3 năm 2010. Các nhà phê bình đã đưa ra nhiều ý kiến khác nhau về dòng nước hoa này, và nó cũng đã từng được đề cử ở vài hạng mục tại một số lễ trao giải liên quan đến nước hoa.

## Thông tin ngoài lề

### Phát triển

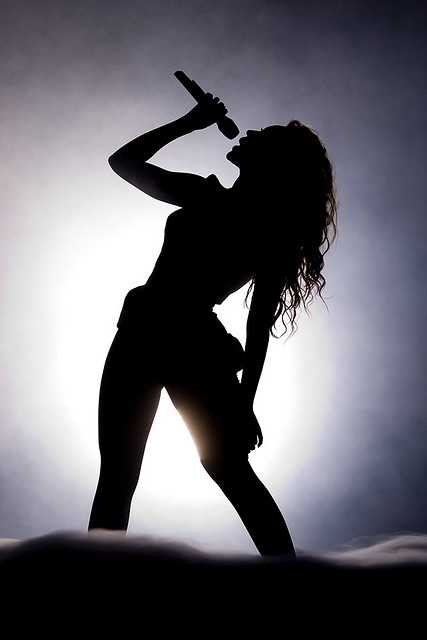
Beyoncé biểu diễn trong chuyến lưu diễn I Am... World Tour, 2009. Cô nói rằng nguồn cảm hứng chính cho cái tựa đề Heat xuất phát từ các buổi biểu diễn trực tiếp của các chuyến lưu diễn hòa nhạc có sử dụng pháo hoa.

Tháng 12 năm 2009, Beyoncé công bố rằng cô sẽ phát hành dòng nước hoa đầu tiên của cô, có tựa là Heat, vào năm tiếp theo. Trước khi phát hành nước hoa, cô đã hợp tác cùng với Tommy Hilfiger trong dòng nước hoa True Star vào năm 2004 và dòng nước hoa Diamonds của Giorgio Armani; nhờ vào đó mà cô đã được xuất hiện trong nhiều chiến dịch quảng cáo. Beyoncé sáng tạo ra dòng nước hoa này vào năm 2009 và việc thử nghiệm mùi của nó được thực hiện bởi công ty Coty, Inc.. Beyoncé lần đầu tiên giới thiệu Heat với người hâm mộ tại các buổi gặp mặt sau hậu trường trong chuyến lưu diễn I Am... World Tour (2009–10). Dòng nước hoa này lần đầu tiên được phát hành tại Hoa Kỳ vào ngày 3 tháng 2 năm 2010. Theo trang mạng về nước hoa chính thức của Beyoncé beyonceparfums.com, Heat là một "loại nước hoa quyến rũ có thể giải phóng ngọn lửa tinh thần bên trong cơ thể". Dòng nước hoa còn được mô tả là "một sự thể hiện độc đáo của sự quyến rũ mạnh mẽ của người phụ nữ: gợi cảm, thanh lịch nhưng cũng đầy sự nữ tính, tạo ra một bầu không khí đầy bí ẩn", kết luận rằng Heat tương ứng với "một người phụ nữ đầy tự tin, một người không e ngại chuyện thể hiện điều mình ham muốn và chuyện được người khác ham muốn." Trang mạng này còn miêu tả thêm về Heat là một "dòng nước hoa lôi cuốn [và] hiện đại... là hiện thân của một tâm hồn hấp dẫn".
Trong một đoạn video được đăng tải lên trang mạng về nước hoa chính thức của Beyoncé, nữ ca sĩ tiết lộ lý do đằng sau cái tên Heat. Theo lời nữ ca sĩ, lý do là vì mùi của chai nước hoa này thật "dễ lây nhiễm", phát biểu thêm: "Nó giống như một thứ mà bạn sẽ không bao giờ có thể cảm nhận đầy đủ. Nó thật nóng, nó thật gợi cảm, nó chắc chắn sẽ đem lại cho bạn cảm giác như bạn đã bắt lấy được cơn sốt." Cô phát biểu thêm rằng mùi yêu thích trong dòng nước hoa này là mùi hoa phong lan vani đỏ, vì mùi của nó thật "gợi cảm" và "cay nóng", và mùi kim ngân, vì mùi của nó "gợi nên khoái cảm" và thật "ngọt ngào".
Cô kết luận: "Chai nước hoa thật sự là một tác phẩm cần rất nhiều công sức nhưng tôi lại cảm thấy thật sự rất vui. Nó là một thứ đáng để tự hào trong 20 năm tiếp theo kể từ bây giờ." Trong một cuộc phỏng vấn với tạp chí Teen Vogue, Beyoncé khẳng định rằng cô rất thích Heat vì nó có mùi hoa phong lan, loài hoa yêu thích của nữ ca sĩ. Cô nói thêm rằng dòng nước hoa rất phù hợp với hình tượng (alter ego) Sasha Fierce của cô vì theo lời nữ ca sĩ, dòng nước hoa này đang "bùng cháy".

### Đóng gói và mùi hương
Heat được đựng trong một cái chai có màu đỏ rực và có hình dáng giống hình tam giác. Phần cổ chai được nẹp lại bằng một cái nẹp mạ vàng, trên có khắc hai từ "Beyoncé" và "Heat" ở hai phía đối diện nhau. Phần nắp chai được khắc lên chữ B bằng axit. Mùi của chai nước hoa được mô tả là có mùi hoa (floral), mùi trái cây (fruity) và mùi gỗ (woody). Trang web về nước hoa chính thức của nữ ca sĩ còn giới thiệu mùi của nó là "nữ tính và không thể cưỡng lại được". Mùi hương đầu của chai nước hoa gồm các mùi vani, hoa mộc lan, hoa cam neroli và đào; mùi hương giữa gồm bánh macarons hạnh đào, hoa kim ngân và xạ hương; mùi hương cuối gồm "một hỗn hợp mùi hương dry-down[a] gợi cảm và ấm áp" của các mùi gỗ Sequoila (gỗ tùng bách Mỹ), đậu tonka và hổ phách. Sau khi được trải nghiệm mùi hương của Heat, các nhà phê bình đánh giá nhận thấy rất rõ các mùi đậu tonka, hoa cam neroli, hạnh đào cùng nhiều mùi gỗ và mùi hoa khác có trong nước hoa. Sau khi Heat ra mắt, Beyoncé đã mô tả thiết kế của chai nước hoa, mùi hương và cảm hứng để cô sáng tạo nên chai nước hoa như dưới đây:
| “                                                                     | Rất nhiều buổi biểu diễn của tôi có sử dụng lửa, đó là nguồn cảm hứng cho cái tên 'Heat' ra đời. Đồng thời, đỏ và vàng chính là một trong những màu sắc tôi yêu thích. Vì vậy nên tôi đã nghĩ đến việc kết hợp hai màu sắc này lên chai nước hoa để có thể cho người sử dụng cảm giác như cái chai đang bùng cháy như một ngọn lửa. Tôi rất thích chai lọ cổ — mẹ tôi đã có một bộ sưu tập như vậy khi tôi đang trong giai đoạn trưởng thành. Tôi muốn tìm kiếm một thứ gì đó cổ điển nhưng vẫn mang phong cách hiện đại. Thậm chí đối với cả cái tủ quần áo của tôi, tôi luôn cố gắng để tìm thấy được một thứ gì đó cổ điển, nhưng thứ đó vẫn sẽ hấp dẫn một cách vượt thời gian. Chai nước hoa chính là một tác phẩm kết hợp vĩ đại của những điều đó. Tất cả mọi công việc, từ việc thiết kế hình dáng chai nước hoa cho đến việc đặt tên và lên ý tưởng quảng cáo — đều do tôi thực hiện. Khi tôi đã cam kết hoàn thành một việc gì đó thì tôi sẽ cố gắng thực hiện nó 100 phần trăm, và tôi từ trước tới nay không kìm hãm sự sáng tạo của mình lại đối với một sản phẩm nước hoa nào đó cho đến khi dự án này ra mắt. Tôi đã học được rất nhiều điều tuyệt vời trong quá khứ, nhưng tôi vẫn luôn tự hỏi chính bản thân mình: 'Nếu mình có một dòng nước hoa của riêng mình, thì nó sẽ như thế nào nhỉ?' Tôi không lo lắng về thời hạn gì hết. Tôi có thể mất ba, bốn, bao nhiêu năm cũng được — vì đây là dòng nước hoa đầu tiên của tôi, tôi muốn chắc chắn rằng nó sẽ là thứ gì đó mà tôi sẽ yêu thích suốt đời. | ” |
| — Beyoncé trả lời phỏng vấn của tạp chí thương mại Women's Wear Daily | |   |

Các sản phẩm của Heat
- Loại 100ml nặng 3,4 ounce (96 g)
- Loại 50ml nặng 1,7 ounce (48 g)
- Loại 30ml nặng 1 ounce (28 g)
- Loại 15ml nặng 0,5 ounce (14 g)
- Sữa dưỡng thể có thể tích 200ml nặng 6,7 ounce (190 g)
- Sữa tắm có thể tích 200ml nặng 6,7 ounce
- Nước hoa Heat Sparkling Body Mist có thể tích 125ml nặng 4,2 ounce (120 g)

Chú thích
- ^[a]  Thuật ngữ "dry-down" mô tả mùi hương của nước hoa tỏa ra sau khi nước hoa khô dần và ổn định trên da, thể hiện rõ hương giữa và hương cuối.

## Quảng bá

Knowles vã mồ hôi trong màn quảng cáo của mình.

Đoạn quảng cáo cho Heat được đạo diễn bởi Jake Nava, người từng hợp tác với Knowles trong những video ca nhạc của cô như "Single Ladies (Put a Ring on It)", "If I Were a Boy", "Beautiful Liar", "Baby Boy" và "Crazy In Love". Đoạn quảng cáo chủ yếu chiếu cảnh Knowles ướt đẫm mồ hôi trong phòng tắm khi diện lên mình một chiếc đầm đỏ bằng vải satin cùng phiên bản hát lại của ca khúc "Fever" của cô làm nền. Hình ảnh quảng bá được chụp bởi nhiếp ảnh gia Michael Thompson, cùng hình ảnh Knowles giống trong đoạn quảng cáo trên.
Vào Tháng Mười một 2010, hãng quảng bá aAdvertising tại Anh đã phát biểu rằng video quảng cáo của cô không được chiếu vào buổi sáng mà chỉ được chiếu sau 19 giờ rưỡi tối theo thông báo của Cơ quan Tiêu chuẩn Quảng cáo tại Anh, mô tả video là sự "khích dục" cho trẻ nhỏ.
Knowles sau đó tiếp tục công việc quảng bá của mình khi phát hành đĩa đơn "Fever" tại các cửa hàng iTunes ở Mĩ và Canada. Ca khúc tiếp tục được phát hành ở dạng Tải kĩ thuật số tại Anh vào ngày 22 tháng 2 năm 2010.

## Sự tiếp nhận
Trong những ngày phát hành, Heat đã trở thành mặt hàng bán chạy nhất tại Hoa Kỳ. Sản phẩm nước hoa này đã thắng giải Lifestyle Award tại giải Norwegian Cosmetics Awards. Ban giám khảo đã nói: "Người phụ nữ đằng sau chai nước hoa này là một cô gái tạo nên lịch sử, một biểu tượng vàng, một người dẫn đầu đã chứng minh sự thành công của mình. Phong cách của cô ấy thật gợi cảm và sang trọng. Chính phong cách của cô đã tạo nên một ngọn lửa rực rỡ trong chai nước hoa này".

## Sản phẩm liên quan

### Heat Ultimate Elixir
Vào tháng 8 năm 2010, Knowles đã phát hành lại Heat với tên Heat Ultimate Elixir (Tiếng Việt: Nhiệt với ống xịt) ở dạng ống xịt cùng lời nhắn rằng đây chính là một trong những bí mật của một nghệ sĩ như cô. Sau đó, sản phẩm này đã được phát hành vào tháng 9 năm 2010.
Cách trang trí hộp và chai của phiên bản này khá tối và chững chạc hơn bản gốc. Hương thơm của phiên bản này nay đã được kết hợp từ Vani đỏ, hoa Phong lan, chi Hoa mộc và đâu Tonka, khá giống phong cách của Cedarwood and Amber.

#### Sản xuất
Sản phẩm này nay có dung lượng là 50 ml với giá $59.

### Heat Rush
Vào tháng 2 năm 2011, Knowles đã phát hành phiên bản thứ ba mang tên Heat Rush (Tiếng Viết:  Nhiệt Cuốn hút) và được mô tả là một loại nước hoa gợi cảm và là phiên bản buổi sáng của Heat.
Mùi hương của phiên bản này được lấy cảm hứng từ trái cây, cam đỏ, dâu Brazil, hoa Phong lan Vàng, hoa Xoài, hoa dâm bụt cam, gỗ tếch, mật ong và xạ hương. Thiết kế của phiên bản này có vẻ vuông vắn hơn bản gốc với màu chủ đạo là màu vàng. Ở đây, cô không chú trọng về sự gợi cảm mà chú trọng hơn về sự sang trọng.

#### Sản xuất
- Heat Rush gồm nhiều dung lượng là 15, 30, 50 và 100 ml ($24–$59).[23][24]
- Một bộ sưu tập sau đó đã được phát hành kèm theo kem bôi da và gel khi tắm (cả hai có giá $24).[23][24]

### Heat: CD với số lượng có hạn
Một đĩa mở rộng (EP) quà tặng phiên bản giới hạn mang tên Heat được phát hành vào tháng 2 năm 2011, khoảng một năm sau khi đĩa đơn quảng bá "Fever" do nữ ca sĩ trình bày được phát hành. Trong khi ở Hoa Kỳ, quà tặng khuyến mãi đi kèm khi mua nước hoa là một chiếc túi tote, thì ở Anh Quốc album được bày bán trong thời gian quảng bá cho sản phẩm nước hoa. Mỗi khi mua một chai nước hoa Heat loại 50 ml, khách hàng sẽ được tặng miễn phí một bản sao CD của EP. EP bao gồm một phiên bản hát lại của bài hát "Fever" của nam ca sĩ người Mỹ Little Willie John nằm trong album nhạc phim của bộ phim hài chính kịch The Fighting Temptations (2003), sau này được nữ ca sĩ phát hành dưới dạng tải kĩ thuật số vào năm 2010.
EP còn bao gồm các phiên bản phối lại của các bài hát do Beyoncé từng thu âm trước đây: nam nhạc sĩ Karmatronic phối lại các bài hát "At Last", một ca khúc cô trình bày trong bộ phim chiếu rạp năm 2008 của Mỹ Huyền thoại âm nhạc, và "Satellites", một bài hát trích từ album I Am... Sasha Fierce; nam DJ Catalyst phối lại "Broken-Hearted Girl" và nam nhạc sĩ Lost Daze phối lại bài hát "Smash Into You". Phiên bản phối khí của Catalyst cho "Broken-Hearted Girl" đã từng xuất hiện trước đó trong album phối lại Above and Beyoncé – Video Collection & Dance Mixes của nữ ca sĩ.

#### Danh sách ca khúc
| STT              | Nhan đề                                | Sáng tác                                                           | Sản xuất                                                      | Thời lượng |
| ---------------- | -------------------------------------- | ------------------------------------------------------------------ | ------------------------------------------------------------- | ---------- |
| 1.               | "Fever"                                | Eddie Cooley John Davenport                                        | Beyoncé Knowles Chink Santana                                 | 3:33       |
| 2.               | "At Last" (Karmatronic Remix)          | Mack Gordon Harry Warren                                           | Moe Cohen (giám đốc sản xuất) Peter Krakczar Achillies Sparta | 7:38       |
| 3.               | "Broken-Hearted Girl" (Catalyst Remix) | Kenneth Edmonds Mikkel Storleer Eriksen Tor Erik Hermansen Knowles | Catalyst                                                      | 4:55       |
| 4.               | "Satellites" (Karmatronic Remix)       | Ian Dench Amanda Ghost Knowles Dave McCracken                      | Moe Cohen (giám đốc sản xuất) Peter Krakczar Achillies Sparta | 7:19       |
| 5.               | "Smash Into You" (Lost Daze Remix)     | Knowles Terius Nash Christopher Stewart                            | Peace Bisquit Frank DeMaria Anthony Saputo                    | 6:21       |
| Tổng thời lượng: | Tổng thời lượng:                       | Tổng thời lượng:                                                   | Tổng thời lượng:                                              | 29:46      |

#### Đội ngũ thực hiện
Đội ngũ thực hiện Heat, được ghi chú thích trên đĩa CD gồm:
- Giám đốc sản xuất – Beyoncé Knowles, Moe Cohen
- Hát chính – Beyoncé Knowles
- Hoàn thành âm thanh – Tom Coyne
- Sản xuất – Beyoncé Knowles, Chink Santana, Achillies Sparta, Peter Krakczar, Catalyst, Frank DeMaria, Anthony Saputo, Peace Bisquit
- Chọn lọc ca khúc phối khí – Angelo "Pepe" Skordos, Bill Colozman